# Кулькова, Вера Евгеньевна
Вера Евгеньевна Кулькова — советский хозяйственный и государственный деятель, лауреат Государственной премии СССР за выдающиеся достижения в труде.

## Биография
Родилась в 1945 году. Член КПСС.
В 1974—1991 — прядильщица прядильного цеха смешанной пряжи Астраханского трикотажного комбината Министерства текстильной промышленности РСФСР.
Первой в Астраханской области завершила десятую пятилетку (29 декабря 1977 года), за первые три года этой пятилетки выполнила 8 годовых норм.
Депутат Верховного Совета РСФСР 10-го созыва. Делегат XXVI съезда КПСС.
За большой личный вклад в увеличение выпуска и коренное улучшение качества товаров народного потребления была в составе коллектива удостоена Государственной премии СССР за выдающиеся достижения в труде 1988 года.
Жила в Астрахани.

## Награды
- Орден Знак Почёта
- Орден Трудовой Славы III степени (1983)